# Veit Dietrich
Veit Dietrich (Norimberga, 8 dicembre 1506 – Norimberga, 25 marzo 1549) è stato un teologo tedesco.

## Biografia
Veit Dietrich nacque l'8 dicembre 1506 a Norimberga; suo padre era un calzolaio. Il talento del ragazzo fu presto riconosciuto da un benestante benestante che gli permise di frequentare la scuola superiore presso l'Università di Wittenberg. Si iscrisse nel marzo del 1522 All'università Philipp Melanchthon riconobbe il suo talento e lo incoraggiò.
Più tardi, era il coinquilino di Martin Lutero. Come tale  accompagnò Lutero al Colloquio di Marburgo e  soggiornò con lui durante la Dieta di Augusta nel 1530 presso la Fortezza di Coburgo. Conseguì un master nel 1529 e insegnò nel dipartimento artistico. Più tardi gli fu  offerta una cattedra a Wittenberg, ma rifiutò.

## Opere
- La pietà di Lutero
- "Summaria", sull'Antico Testamento
- "Summaria", sul Nuovo Testamento